# Xylocopa bicristata
Xylocopa bicristata là một loài Hymenoptera trong họ Apidae. Loài này được Maa mô tả khoa học năm 1954.